# Kostel svatého Martina (Velemín)
Římskokatolický farní kostel svatého Martina ve Velemíně v okrese Litoměřice je barokní sakrální stavba. Kostel je chráněn jako kulturní památka.

## Historie
Počátky existence kostela ve Velemíně sahají pravděpodobně až do 13. století. Tehdy zde byla plebánie. Obec patřila svatojiřskému klášteru benediktinek na Pražském hradě. Z původní stavby se snad dochovala starší hranolová západní věž. Prameny ji datují do let 1697–1702. Starý kostel nahradil v letech 1735–1743 nový pozdně barokní kostel. Po roce 1945 stavba kostela zchátrala. V 60. letech 20. století byl obnoven vnější plášť kostela.

## Architektura
Kostel je jednolodní, obdélný. Má užší obdélný, segmentově (válcově) zakončený presbytář s nízkou obdélnou sakristií v ose kostela. Před západním průčelím se nachází hranolová věž. Střecha kostela historicky starší věž téměř převyšuje. Na bočních fasádách kostela jsou lizénové rámce a kasulová okna s klenáky ve vrcholu. V západním poli jižní stěny je portál s uchovitě zalamovaným rámcem. Nad tímto portálem je malá nika. Východní i západní nároží lodi jsou zkosená a mají lízénový rámec. Hranolová věž je masívní. Má kvádrovaná nároží, obdélný vchod v jižní zdi, velká polokruhově zakončená okna v patře a nízkou osmibokou střechu. Nad kostelem je osmiboká zvonice s cibulovitou bání.
Presbytář kostela je sklenut plackou, zkosená nároží jsou zdobena pilastry. Triumfální oblouk je polokruhový, s pilastry. Loď má v klenbě dvě pole placky oddělenými dvojící pásů, které se sbíhají na přízední pilíře s pilastry a silně vystupující římsou. Kruchta s vyloženou střední částí je podklenuta mohutným pásem talířové klenby a pásem valené klenby. Podkruchtí je otevřeno do lodi širokým segmentovým obloukem. Nad kruchtou a ve východní části lodi při triumfálním oblouku, nad vykrojenými kouty s pilastry a úsekem konkávní římsy, se nachází pás talířové klenby.

## Zařízení
V presbytáři je malovaná iluzívní oltářní architektura s Nejsvětější Trojicí v nástavci a malovanými sochami sv. Petra a sv. Pavla na konzolách z roku 1800 od F. J. Kučery. Barokní obraz sv. Martina pochází od pražského malíře J. Hösslera. Retábl je rokokový. Jsou na něm andělé a pochází z období kolem poloviny 18. století. Boční oltáře jsou rokokové z poloviny 18. století. Jeden je opatřen novější sochou Panny Marie a barokní soškami Boha Otce a andílků. Druhý oltář je s obrazem sv. Jana Nepomuckého a pochází z období výstavby kostela. Dále je na tomto oltáři socha anděla a andílků. Kazatelna je rokoková. Jsou na ní symboly evangelistů, reliéf Rozsévače a dalších biblických námětů. Na zadní straně kazatelny je reliéf Dobrého pastýře. Zpovědnice s reliéfní výzdobou pochází z roku 1752. Varhany jsou barokní, ale mají rokokové těleso. Jsou opatřeny soškami andílčí kapely a biblického krále Davida. V kostele je obraz sv. Vincence Ferrerského z roku 1759. Dále je zde několik rokokový obrazů světců, barokní krucifix a rokoková socha sv. Anny Samotřetí na rokokovém podstavci s rokokovým baldachýnem. V rokajové skříňce se nachází rokoková soška Pražského Jezulátka. Kamenná socha sv. Jana Nepomuckého pochází z roku 1783. V kostele jsou rokokové kandelábry a rokokové kování dveří.

## Okolí kostela
Původně byl kostel obklopen hřbitovem, u jehož jižní zdi stojí fara. V okolí se nachází řada soch. Patří mezi ně barokní sloup se sochou sv. Jana Nepomuckého z 18. století. Barokní socha Kristus u sloupu z roku 1753, který má na soklu reliéf sv. Jakuba. Dále barokní sloupek se sochou Immaculaty a barokní Pieta v polích u obce z 18. století, která nese na soklu reliéf sv. Valpurgy.